# カカウ
カカウ（Cacau）ことクラウデミール・ジェロニモ・バレット（Claudemir Jerônimo Barreto, 1981年3月27日 - ）は、ブラジル・サンパウロ州サント・アンドレ出身の元サッカー選手。元ドイツ代表。ポジションはフォワード。
2009年2月にドイツ国籍を取得し同年5月の中国との親善試合でドイツ代表デビュー、2010年に2010 FIFAワールドカップに出場した。

## 来歴

### クラブ
1994年から1997年にはSEパルメイラスの下部組織 に、その後はモギ・ダス・クルーゼスの下部組織 に在籍した。
ドイツで所属した最初のクラブは9部相当のリーグに所属するSVテュルク・ギュジュ・ミュンヘンで、その後1.FCニュルンベルクのリザーブチームに移った。リザーブチームでの活躍が認められ、2001年11月18日のハンザ・ロストック戦でトップチームデビューすると、12月8日のバイヤー・レバークーゼン戦で初得点した。2001-02シーズンは17試合出場6得点で終えたが、2002-03シーズンは27試合に出場して2得点にとどまり、クラブはツヴァイテリーガ（2部）降格となった。2003年1月にVfBシュトゥットガルトへの移籍が内定し、同年夏に移籍した。2003-04シーズンはUEFAチャンピオンズリーグ4試合に出場した。2004-05シーズンはリーグ戦で12得点し、チーム2位の得点数を記録した。UEFAカップでは1回戦のウーイペシュトFC（ハンガリー）戦で2試合連続2得点を記録し、グループリーグ初戦のKSベベレン（ベルギー）戦でも2得点するなど、8試合すべてにフル出場して7得点を挙げた。2005-06シーズンは不本意なシーズンとなり、リーグ戦では4得点に終わったが、2006-07シーズンは鍵となる選手のひとりとなり、チーム2位の13得点を挙げてリーグ優勝に貢献した。特にバイエルン・ミュンヘン戦(2-0)での2得点、VfLボーフム戦(3-2)での決勝点など、シーズン終盤に重要な得点を挙げて大活躍した。このシーズンのDFBポカールでは6試合で5得点し、ボーフム(4-1)、ヘルタ・ベルリン(2-0)、VfLヴォルフスブルク(1-0)などを破って決勝に進出した。決勝の古巣1.FCニュルンベルク戦では20分に先制点を挙げたが、得点の11分後にレッドカードを受けて退場処分となり、延長戦の末に2-3で敗れて準優勝に終わった。カカウはアウェーでのニュルンベルクとのリーグ戦でも得点しているが、リーグ戦ではホーム&アウェーで2連敗しており、同クラブにはシーズン3回目の敗戦となった。2007-08シーズンはUEFAチャンピオンズリーグで5試合に出場し、11月27日のレンジャーズFC（スコットランド）戦（ホーム、3-2）で同点弾を決めた。リーグ戦では27試合に出場して9得点を挙げ、チームは6位でシーズンを終えた。2008-09シーズンは24得点を決めたFWマリオ・ゴメスのパートナーとしてチーム2位の7得点を決めた。特に、マルクス・バッベル監督就任後の活躍が著しかった。2009-10シーズン前半戦はクラブの低迷に合わせて2得点と沈黙したが、23節の1.FCケルン戦(5-1)で1試合4得点と爆発すると、その試合から最終節までの12試合で11得点し、順位を7位まで上げてUEFAヨーロッパリーグ出場権を獲得した。2010年5月1日、クラブとの契約を2013年夏まで延長した。2011-12シーズンは序盤から好調を続け、2011年8月6日のシャルケ04戦(3-0)ではヘディングシュートを決めて快勝に貢献した。2014年5月3日、契約満了により2013-14シーズン限りでシュトゥットガルトを退団することが発表された。
8月11日、得点力不足を補い、成績不振のチームを救う存在として、セレッソ大阪に2015年6月までの契約で移籍した。9月23日の名古屋グランパス戦でJリーグ初ゴールを決めるなど、個人としては12試合5ゴールと一定の成績を残したが、チームとしては機能しておらず、J2降格。2015年6月9日、6月末日までの契約期間を前倒しして、セレッソ大阪との契約を打ち切った。
セレッソ退団後は、未所属の期間が続いたが、2016年2月に降格の危機にあるセカンドチームを助けたいという理由で、ドイツ3部に属するシュトゥットガルトのセカンドチームのシュトゥットガルトIIでプレー。同年10月に現役引退を発表した。

### 代表
ブラジル生まれであるが、ブラジル代表に招集されることはなかった。1999年からのドイツ在住歴が8年を超え、2009年2月にブラジルとの二重国籍という形でドイツ国籍を取得。同年5月19日、ヨアヒム・レーヴ監督によってドイツ代表への招集が発表され、5月29日の中国との親善試合(1-1)でマリオ・ゴメスとの交代で途中出場してドイツ代表初出場を果たした。4日後のアラブ首長国連邦(UAE)戦(7-2)にはルーカス・ポドルスキに代わって後半開始から出場し、ハットトリック達成となったゴメスの得点をアシストした。2010年5月13日、マルタとの親善試合(3-0)では代表初得点を含む2ゴールを挙げ、クラブでの活躍などもあって2010 FIFAワールドカップに出場するドイツ代表メンバーに名を連ねた。グループリーグ初戦のオーストラリア戦(4-0)に途中出場し、投入直後にホルガー・バトシュトゥバーのアシストから駄目押しとなる4点目を挙げた。この試合の終盤には転倒がシミュレーションと判断されてイエローカードを受けた。2戦目のセルビア戦(0-1)は70分にメスト・エジルに代わって途中出場し、3戦目のガーナ戦(1-0)は1トップで先発フル出場した。決勝トーナメント1回戦のイングランド戦(4-1)、準々決勝のアルゼンチン戦(4-0)、準決勝のスペイン戦(0-1)は出番がなかったが、3位決定戦のウルグアイ戦(3-2)には1トップとして先発出場して73分までプレーした。
UEFA EURO 2012予選では初戦のベルギー戦（アウェー、1-0）から第4戦のカザフスタン戦（アウェー、3-0）まで4試合連続で途中出場したが、予選中盤にはクラブでの不振から招集外となった。2011年8月には母国ブラジルとの親善試合に招集された。すでに本大会出場を決めた後の予選最終戦・ベルギー戦（ホーム、3-1）で再び途中出場したが、予選では5試合出場（いずれも途中出場）無得点に終わった。2012年2月29日、フランスとの親善試合(1-2)でチーム唯一の得点を挙げ、UEFA EURO 2012本大会に向けてのドイツ代表暫定メンバー27人に選ばれたが、5月28日に発表された23人の出場メンバーからは漏れた。

## 人物
兄弟のヴラデミールもサッカー選手であり、パラナ・クルーベなどでプレーしている。
2009年初めにドイツ国籍を取得して以来、VfBシュトゥットガルトやドイツ代表ではヘルムート(Helmut)というニックネームで呼ばれている。シュトゥットガルトでチームメイトだったスイス代表のリュドヴィク・マニャンが、ドイツ人としてのカカウは「ドイツ人らしい」名前を持つべきだとして名付けた。
カカウはクリスチャンである。
J1でさえフィジカルと戦術の面でブンデスリーガから3ではないにしても2クラス遅れているとKickerとのインタビューで語った。

## 個人成績
| 国内大会個人成績 | 国内大会個人成績    | 国内大会個人成績 | 国内大会個人成績 | 国内大会個人成績 | 国内大会個人成績 | 国内大会個人成績 | 国内大会個人成績 | 国内大会個人成績 | 国内大会個人成績 | 国内大会個人成績 | 国内大会個人成績 |
| 年度             | クラブ              | 背番号           | リーグ           | リーグ戦         | リーグ戦         | リーグ杯         | リーグ杯         | オープン杯       | オープン杯       | 期間通算         | 期間通算         |
| 年度             | クラブ              | 背番号           | リーグ           | 出場             | 得点             | 出場             | 得点             | 出場             | 得点             | 出場             | 得点             |
| ドイツ           | ドイツ              | ドイツ           | ドイツ           | リーグ戦         | リーグ戦         | リーグ杯         | リーグ杯         | DFBポカール      | DFBポカール      | 期間通算         | 期間通算         |
| ---------------- | ------------------- | ---------------- | ---------------- | ---------------- | ---------------- | ---------------- | ---------------- | ---------------- | ---------------- | ---------------- | ---------------- |
| 2000–01          | テュルク・ギュジュ  |                  | 9. ブンデス      | 31               | 7                | -                | -                | -                | -                | 31               | 7                |
| 2001–02          | ニュルンベルク      | 13               | ブンデス         | 17               | 6                | 0                | 0                | 0                | 0                | 17               | 6                |
| 2002–03          | ニュルンベルク      | 13               | ブンデス         | 27               | 2                | 2                | 0                | 0                | 0                | 29               | 2                |
| 2003–04          | シュトゥットガルト  | 18               | ブンデス         | 16               | 4                | 3                | 1                | 4                | 0                | 23               | 5                |
| 2004–05          | シュトゥットガルト  | 18               | ブンデス         | 32               | 12               | 3                | 2                | 8                | 7                | 43               | 21               |
| 2005–06          | シュトゥットガルト  | 18               | ブンデス         | 24               | 1                | 1                | 5                | 0                | 0                | 26               | 5                |
| 2006–07          | シュトゥットガルト  | 18               | ブンデス         | 32               | 13               | 6                | 5                | 0                | 0                | 38               | 18               |
| 2007–08          | シュトゥットガルト  | 18               | ブンデス         | 25               | 9                | 1                | 0                | 5                | 1                | 31               | 10               |
| 2008–09          | シュトゥットガルト  | 18               | ブンデス         | 25               | 7                | 1                | 1                | 6                | 0                | 32               | 8                |
| 2009–10          | シュトゥットガルト  | 18               | ブンデス         | 25               | 13               | 2                | 2                | 6                | 1                | 33               | 16               |
| 2010–11          | シュトゥットガルト  | 18               | ブンデス         | 27               | 8                | 2                | 2                | 7                | 1                | 36               | 11               |
| 2011–12          | シュトゥットガルト  | 18               | ブンデス         | 33               | 8                | 3                | 3                | 0                | 0                | 36               | 11               |
| 2012–13          | シュトゥットガルト  | 18               | ブンデス         | 5                | 1                | 2                | 0                | 4                | 0                | 11               | 1                |
| 2013–14          | シュトゥットガルト  | 18               | ブンデス         | 21               | 1                | 2                | 0                | 4                | 0                | 27               | 1                |
| 日本             | 日本                | 日本             | 日本             | リーグ戦         | リーグ戦         | リーグ杯         | リーグ杯         | 天皇杯           | 天皇杯           | 期間通算         | 期間通算         |
| 2014             | C大阪               | 33               | J1               | 12               | 5                | 2                | 0                | 1                | 0                | 15               | 5                |
| 2015             | C大阪               | 18               | J2               | 12               | 2                | -                | -                | -                | -                | 12               | 2                |
| ドイツ           | ドイツ              | ドイツ           | ドイツ           | リーグ戦         | リーグ戦         | リーグ杯         | リーグ杯         | DFBポカール      | DFBポカール      | 期間通算         | 期間通算         |
| 2015–16          | シュトゥットガルトⅡ | 36               | 3. リーガ        | 9                | 3                | -                | -                | -                | -                | 9                | 3                |
| 通算             | ドイツ              | ドイツ           | ブンデス         | 309              | 85               | 28               | 21               | 44               | 10               | 381              | 205              |
| 通算             | ドイツ              | ドイツ           | 3. リーガ        | 9                | 3                | 0                | 0                | 0                | 0                | 9                | 3                |
| 通算             | ドイツ              | ドイツ           | 9. ブンデス      | 31               | 7                | -                | -                | -                | -                | 31               | 7                |
| 通算             | 日本                | 日本             | J1               | 12               | 5                | 2                | 0                | 1                | 0                | 15               | 5                |
| 通算             | 日本                | 日本             | J2               | 12               | 2                | -                | -                | -                | -                | 12               | 2                |
| 総通算           | 総通算              | 総通算           | 総通算           | 373              | 102              | 30               | 21               | 45               | 10               | 466              | 131              |

## 代表歴

### 出場大会
- ドイツ代表
  - 2010 FIFAワールドカップ

### 試合数
- 国際Aマッチ 23試合 6得点（2009年-2012年）[40]

| ドイツ代表 | 国際Aマッチ | 国際Aマッチ |
| 年         | 出場        | 得点        |
| ---------- | ----------- | ----------- |
| 2009       | 4           | 0           |
| 2010       | 13          | 4           |
| 2011       | 4           | 1           |
| 2012       | 2           | 1           |
| 通算       | 23          | 6           |

### 得点
| #  | 日時          | 場所       | 相手           | スコア | 結果 | 大会                    |
| -- | ------------- | ---------- | -------------- | ------ | ---- | ----------------------- |
| 1. | 2010年5月13日 | アーヘン   | マルタ         | 1–0    | 3–0  | 親善試合                |
| 2. | 2010年5月13日 | アーヘン   | マルタ         | 2–0    | 3–0  | 親善試合                |
| 3. | 2010年5月29日 | ブダペスト | ハンガリー     | 3–0    | 3–0  | 親善試合                |
| 4. | 2010年6月13日 | ダーバン   | オーストラリア | 4–0    | 4–0  | 2010 FIFAワールドカップ |
| 5. | 2011年9月6日  | グダニスク | ポーランド     | 2–2    | 2–2  | 親善試合                |
| 6. | 2012年2月29日 | ブレーメン | フランス       | 1–2    | 1–2  | 親善試合                |

## タイトル

### クラブ
VfBシュトゥットガルト
- ブンデスリーガ：1回 (2006–07)